# Rue Henri-Barbusse (Gennevilliers)
Pour les articles homonymes, voir Rue Henri-Barbusse.
La rue Henri-Barbusse est une voie de communication située sur la commune de Gennevilliers.

## Situation et accès
La rue Henri-Barbusse est accessible par la station de métro gabriel-Péri sur la ligne 13 du métro de Paris.

## Origine du nom
Elle porte le nom de l'écrivain français Henri Barbusse (1873-1935).

## Historique

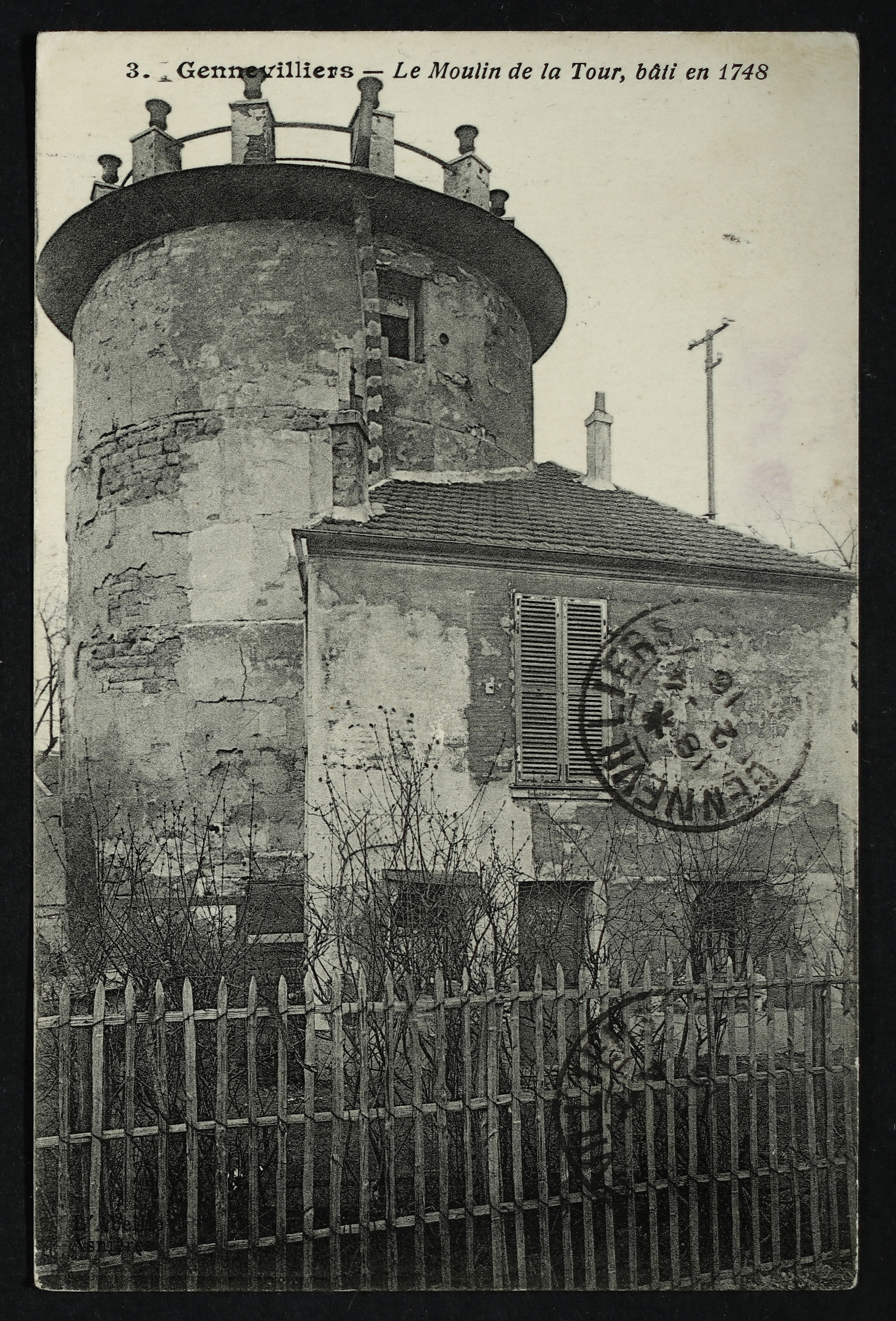
Le moulin de la Tour, Gennevilliers.

Cette rue s'appelait autrefois « rue du Moulin de la Tour » car à cet endroit se trouvait le Moulin de la Tour, construit en 1748 par la famille Brenu.
La production de farine s'arrête au début du XXe siècle. Le moulin sera détruit en 1933.
Il est représenté sur une toile de Berthe Morisot intitulée Le Petit moulin de Gennevilliers, peinte au printemps 1875, lorsque l'artiste et son mari Eugène séjournent chez sa belle-famille à Gennevilliers, peu de temps après leur mariage. Ce tableau appartient à une collection particulière.

## Bâtiments remarquables et lieux de mémoire

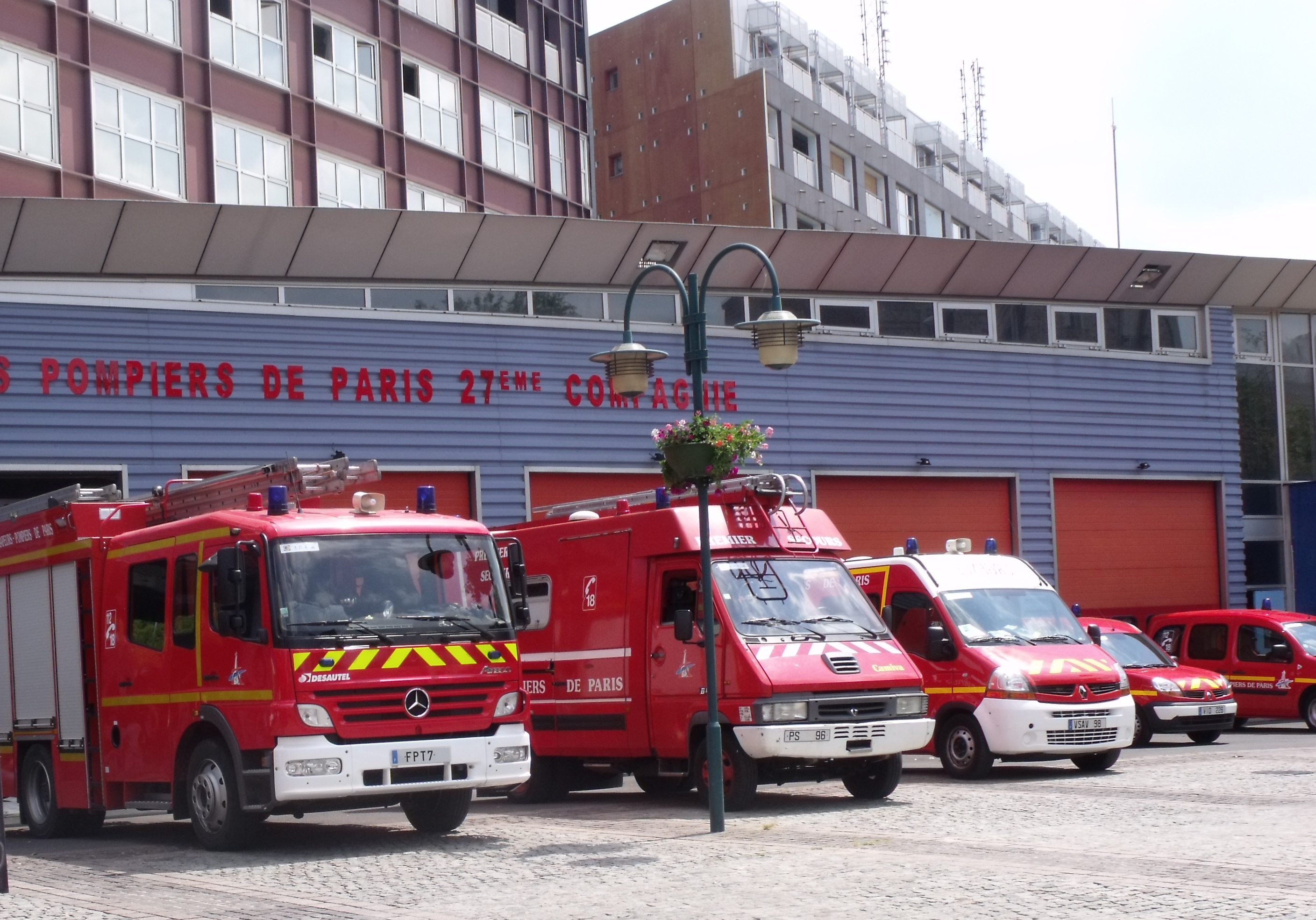
Centre de Secours, Gennevilliers.

- Au numéro 13[5], est localisé le siège du groupe Prisma Media spécialisé dans l'édition.
- Au numéro 124, se trouvait le refuge animal Le Bon Accueil, modernisé et agrandi par Camille du Gast en 1927 lorsque celle-ci devint présidente de la Société protectrice des animaux[6],[7].
- Au numéro 128, se situe le Centre Nautique de la ville. Il accueille également un espace consacré au fitness[8].
- Aux numéros 136-140 se situe le Centre de Secours de Gennevilliers, servi par la 27e compagnie de la Brigade de sapeurs-pompiers de Paris.

La rue Henri-Barbusse longe également une partie du jardin Chenard et Walcker.